# 가사 (문학)

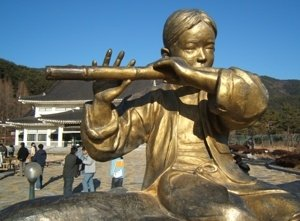
한국가사문학관 앞의 피리 부는 소년상

가사(歌辭)는 조선에서 시조와 함께 유행했던 문학 양식으로, 가사 문학이라고도 부른다. 고려 말에 발생하였으며 조선 초기 사대부층에 의해 확고한 문학 양식으로 자리잡았다.
4음 4보격을 기준 율격으로 할 뿐, 행에 제한을 두지 않는 연속체 율문 형식을 갖고 있다. 주요 작가층은 사대부 계층이나 장르 자체가 지닌 폭넓은 개방성으로 양반가의 부녀자, 승려, 중·서민 등 기술 능력을 갖춘 모든 계층이 참여했던 관습적 문학 양식이다. 가사(歌詞), 가사(歌辭), 가ᄉᆞ 등의 명칭이 관습적으로 통용되었으나 오늘날에는 문학 장르의 명칭으로서 일반적으로 가사(歌辭)라고 부른다.
처음에는 가사는 노래로 불렸고 양반 남자들 사이 유행했다. 16세기 시인인 정철의 가사는 완성도 높다고 평가받고 있다.

## 조선 전기의 가사

### 경기체가의 잔영
고려가요가 악보와 아울러 궁중의 연향가사로 전래해 내려오는 한편, 일반 문인 사회에서는 한림별곡체의 경기체가가 유행하고 안축의 <관동별곡>, <죽계별곡>을 거쳐 조선에 들어와서도 권근의 <상대별곡>, 변계량의 <화산별곡>, 정극인의 <불우헌곡>이 출현했다. 또 김구의 <화전별곡>, 주세붕의  <도동곡>, <엄연곡>, <태평곡> 등이 창작되었으나, 차츰 세퇴해여 선조 때에 이르러서는 권호문의 <독락곡>을 말기로 하여 경기체가는 그 자취를 감추게 되었다. 그 대신 단가, 즉 시조형에의 접근은 이른바 장가라는 연시조형과 대치하게 되었다. 물론 이 연시조형은 가사인 <어부사>의 계열을 받은 것이 확실하지만 고답적인 경기체가는 한글의 창제와 새로운 장가형 가사의 출현으로 말미암아 그 기능을 잃고 소멸하고 말았다.

### 가사의 발생
가사의 발생도 어느 때부터인지 그 시대를 확정하기는 어려우나, 지금까지의 통설은 조선 성종 때 정극인(丁克仁)의 <상춘곡(賞春曲)>을 그 효시로 삼고, 그 발생도 <상춘곡> 직전으로 추측해 왔다. 대체로 가사의 발생은 한국어 문학이 운문 문학에서 산문 문학으로 넘어가는 도중에서 생긴 문학의 형태라 할 수 있다.  처음 가사의 출현은 창(唱)으로만 전하는 고려가요의 새로운 산문 정신에 이끌려 형성된 것이며 모든 한국어으로의 창작적 표현이 율문(律文)으로 되었던 그 당시에 단가형의 분장(分章) 형식에 만족하지 못하고 노래로 읊을 만한 시형(詩形)으로 발전한 것이 이 가사체이다. 정극인은 경기체가도 지었으나 특히 그의 작품으로 후대에 발간된 <상춘곡>은 송강(松江) 정철의 <관동별곡>, <사미인곡(思美人曲)>, <속미인곡(續美人曲)>과 아울러 문학사적으로 중요한 자리를 차지한다. 이제까지 분장식 가사체와 경기체가 연시조체(連詩調體)가 다 같이 공존하다가 가사체의 형성으로 말미암아 각기 자취를 감추고, 가사와 시조가 두 개의 큰 조류를 이루어 흘러내려오게 되었다.

### 가사 문학의 발전
가사체(歌辭體)의 생성에는 중국의 부체(賦體)인 한시의 영향을 입은 듯하고, 또 경기체가에서 발전, 조선 초에 이르러 <상춘곡>에서 그 전형적인 모델을 보였다. 이렇게 <상춘곡>에서 본격적 궤도에 오른 가사 문학은 차천로(車天輅)의 <강촌별곡(江村別曲)>, 오세문(吳世文)의  <역대가(歷代歌)>, 송순의 <면앙정가> 등을 거쳐 정철과 후기의 박인로(朴仁老)에 걸쳐 대성하니 이른바 가사 문학의 황금 시대를 이루었다.  정철의 <관동별곡>, <사미인곡>, <속미인곡>, <성산별곡>은 가사계(歌辭界)의 백미를 이루고 있으며, 후기에 이르러 좀 쇠퇴했으나 박인로의 <사제곡(莎堤曲)>, <누항사(陋巷詞)>, <독락당(獨樂堂)>, <노계가(蘆溪歌)> 등으로 여전히 가사 문학의 전통을 이어가면서 조선 전기의 가사문학을 형성하게 되었다. 그러나 후기에는 산문 정신과 영합하여 다분히 서사적 수필 문학으로 기울어지게 되었다. 그리하여 한자나 관료들의 기행과 유배를 소재로 한 장편의 출현을 보았고 또 이것이 문학열이 왕성한 평민 또는 부녀들의 세계에서 환영을 받아 평민가사(平民歌辭), 내방가사(內房歌辭)가 발생하였다. 그리하여 가사 문학은 마침내 조선 시대를 통해 양반, 평민, 부녀 등의 광범위한 계층에서 향유되었다.

### 정극인
조선 태종-성종 때의 문인·학자. 호는 불우헌(不憂軒). 벼슬이 사간원 정언(司諫院正言)에 이르렀으며, 단종 폐위에 즈음해서 벼슬을 그만두고 고향 태인에 돌아가 후진을 가르쳤다. 그의 정성이 성종에게 알려져 삼품 교관(三品敎官)을 받았고, 이에 감동하여 <불우헌곡>을 지었다. 또 가사 <상춘곡>을 지었으니 이는 선조조 가사의 시초라 할 수 있다. 이 밖에도 <불우헌가>가 전하여 문집에 <불어헌집>이 있다.

#### 불우헌집(不憂軒集)
조선 정조 때(1756) 정극인의 후손 정효목(丁孝穆)이 정극인의 글을 모아 엮은 문집. 이 속에는 한문으로 된 그의 시문 외에 경기체가인 <불우헌곡>, 조선 송축가인 <불우헌가>와 가사 <상춘곡> 등이 있음.

#### 불우헌가(不憂軒歌)
조선 성종 때 정극인이 지은 변형 속요. 그가 고향 태인(泰仁)에 돌아가 후진을 가르칠 때 성종이 이를 가상히 여겨 가자(加資)를 내리자 이에 감동하여 지었다 한다. 가사는 그의 문집 <불우헌집(不憂軒集)>에 실려 전하는데, 내용은 그의 영화를 그리고 임금의 은혜가 지중함을 읊은 것이다. 형식은 단가체를 취했고 가사의 가운데 구절을 들면 다음과 같다.  "뵈고시라 不憂軒翁 뵈고시라 時政惠養하신 口之於味 뵈고시라 뵈고뵈고시라 三品儀章 뵈고시라 光被聖恩하신 馬首腰問 뵈고시라."

#### 불우헌곡(不憂軒曲)
조선 성종 때 정극인이 지은 경기체가.모두 6장으로 전원의 한가한 정서와 임금의 은혜를 노래함. 이두문으로 되었는데 그중 첫 장을 들면 다음과 같다. (세계문학 22권 참고)

#### 상춘곡(賞春曲)
조선 성종 때 정극인이 지은 가사.가사 문학의 효시가 되는 작품으로 <불우헌집>에 실려 전한다. 이는 작가가 고향 태인(泰人)에 돌아가 살 때의 봄의 경치를 읊은 것으로, 형식은 3·4조 또는 4·4조의 완전한 가사 형식을 갖춘 노래이다. 그 일부를 들면 다음과 같다.  "…엇그제 겨을 지나 새봄이 도라오니 桃李杏花난 夕陽裏예 퓌여 잇고 綠楊芳草난 細雨中에 프르도다. 칼로 말아낸가 붓으로 그려낸가 造化神功이 物物마다 헌사롭다…"

### 김구
조선 중종 때의 문인·서도가. 호는 자암(自庵). 조선 서도 4대가의 한 사람. 경기체가 <화전별곡>도 지었고, 시조 몇 수도 전해 온다.

#### 화전별곡(花田別曲)
조선 중종 때 문인 자암(自庵) 김구(金絿)가 지은 경기체가. 모두 6장으로 이루어졌다. 그가 남해로 귀양갔을 때 그 곳의 승지(勝地)화전의 풍경과 생활을 그린 것이다. 문집 <자암집(自庵集)>에 전한다.

### 주세붕
周世鵬 (1495-1554)    조선 중종 때의 학자. 벼슬이 대사성에 이르렀고 우리나라에 최초의 서원을 세웠다. 그의 시가는 모두 유학을 주제로 삼고 있는 것이 특징이며, 경기체가로 <도동곡> <엄연곡> <태평곡> <육현가>의 4편과 시조로 <오륜가(五倫歌)> <군자가(君子歌)> 등 14수가 전함. 편서(編書)로 <죽계지(竹溪志)>가 있다.

#### 엄연곡(儼然曲)
조선 중종 때 주세붕이 지은 경기체가. 모두 7장으로 내용은 군자의 엄연한 덕을 읊은 것.

#### 태평곡(太平曲)
조선 중종 때 주세붕이 지은 경기체가. 모두 5장으로 내용은 역대 성군의 은덕을 칭송한 것이다. 이 가요는 형태가 허물어져 거의 가사에 가까워지고 있다. 그중 1장을 살펴보면 다음과 같다.  "몸애란 允恭하시고 사람애란 克讓하시니(再唱) 偉 唐堯聖德이 하날 가타샷다."

#### 도동곡(道東曲)
조선 중종 때 주세붕이 지은 경기체가. 내용은 유교의 내용과 성리학의 대가 안향(安珦＝安裕)의 덕을 노래한 것. 모두 9장으로 그의 시문집 <무릉잡고(武陵雜稿)>에 전한다.

#### 육현가(六賢歌)
조선 중종 때 주세붕이 지은 경기체가. <도덕가> 중의 하나로 모두 6장이다. 형식은 정이천(程伊川)·장횡거(張橫渠)·소요부(邵堯夫)·사마공(司馬公)·한위공(韓魏公)·범문정(范文正)에 대한 찬사이다.

### 권호문

#### 독락팔곡(獨樂八曲)
조선 명종- 성종 때의 학자 권호문(權好文)이 지은 경기체가. 경기체가로서 최후의 작품이며, 권호문의 문집 <송암속집(松巖續集)>에 수록되어 있다. 모두 8곡으로 경기체가의 최후 작품인 만큼 기본 음수율이 깨뜨려져 가사에 접근되어 있음.

### 송순
조선 중종-명종 때의 학자.호는 면앙정 또는 기촌(企村). 퇴계(退溪) 이황(李滉)의 선배이며, 농암(聾巖) 이현보(李賢輔)의 후배로 벼슬은 우참찬에 이름. 뒤에 벼슬에서 물러나 고향에 살면서 면앙정을 지어 도서와 시작으로 만년을 보냈다. 문집으로 <기촌집(企村集)>이 있고, 작품으로 한역된 <면앙정가>와 시조로 <황국화가(黃菊花歌)> <치사가> 두 수가 전해옴. 그중 <황국화가>를 보면 다음과 같다.  "풍상 섯거 틴 날의 잇 갓 퓐 황국화랄  은반의 것거 다마 옥당으로 보내실샤  도리(桃李)야 곳이론양 마라 님의 뜨들 알괘라."

#### 면앙정가
조선 중종 때 면앙정 송순이 지은 가사. 모두 79구. 조선 가사 중 뛰어난 것의 하나로서 <상춘곡>  <송강가사>의 중간적 위치를 차지함. 내용은 그가 만년에 고향인 담양(潭陽)에 돌아가서 기촌(企村) 제월봉(霽月峯) 밑에 면앙정을 짓고 여생을 보낼 때 그 곳 경치를 읊은 것이다. 가사의 첫머리를 소개하면 다음과 같다.  "무등산(无等山) 한 활기 뫼히 東다히로 뎌려이셔, 멀리 뗴쳐와 제월봉에 되여거날, 無邊大野의 무삼 짐쟉 하노라 일곱 구배 한대 움쳐 믄득믄득 버러나 닷… "  이 작품은 묘사가 극히 진솔(眞率)하게 나타났으며 또한 송강은 면앙정을 선배로 모시고, 시작(詩作)을 했다 하니 송강의 가사는 송순의 영향이 컸으리라 짐작된다. <면앙정가>는 원가사가 전하지 않아 그 참다운 맛을 찾을 길 없으나, 형식이나 구성 자체가 <상춘곡>과 <송강가사>의 중간에 위치하고 있음은 그 서경(敍景)과 구성에서도 일맥 상통하고 있다.

### 차천로
조선 선조 때의 문신·문장가. 호는 오산(五山).  서경덕(徐敬德)의 문인으로 동방 문사로서 중국에까지 널리 알려졌다. 문집에 <오산집(五山集)>이 있고 작품에 가사 <강촌별곡>이 있음.

#### 강촌별곡(江村別曲)
조선 선조 때의 문인 차천로가 지은 가사. 그 형식은 전형적인 4·4조이며, 양반 가사로 주목됨. 시끄러운 정치계를 피해, 경치 좋은 자연에 묻혀서 한가롭게 생활하는 정경을 읊은 것. <청구영언>에 실려 전함. 그 첫머리는 "평생 아재(我才) 쓸 데 없어 세상 공명 하직하고 상산(商山) 풍경 바라보며 사호(四皓)유적 따르리라"로 시작됨. 이 작품의 지은이를 성혼(成渾)이라고도 하고 조식(曹植)이라고도 함.

### 정철
조선 선조 때의 문신·시인.자는 계함(季涵), 호는 송강(松江)으로 벼슬이 좌의정에 이르렀다. 서인파의 투사로서 당쟁의 와중 속에서 몇 차례 파란과 귀양살이를 겪었다. 그는 또한 시인으로서 천재적 자질을 나타내어 많은 걸작 가사를 남겼다. 그의 가사는 종래의 한문투를 벗어나 3·4조의 운율에 의해 자유자재로 우리말을 구사했으며, 그의 호탕하고도 원숙한 시풍은 가사문학의 최고봉이라 일컬어진다. 작품에 명종 15년 김성원을 위해 지은 <성산별곡>, 선조 13년 강원도 관찰사로 갔을 때 지은 <관동별곡>, 선조 18년-21년 전라도 창평에 은거했을 때 지은 <사미인곡>·<속미인곡> 등 4편이 있고, 사설시조 <장진주사> 1편과 단가 77수가 <송강가사>에 실려 전함. 그는 가사문학의 대가로 시조의 고산(孤山) 윤선도(尹善道)와 더불어 한국 시가사상 쌍벽으로 일컬어진다. 문집으로서 <송강집> <송강별집추록유사(松江別集追錄遺詞)>가 전한다. 특히 <장진주사>는 탐미주의적인 향략 사상이 잘 나타나 있는데, 이것은 술에 대한 찬가라기보다 도가적(道家的)인 체험을 읊은 것으로 조선 유학자로서의 일면을 그대로 보여준다. 그의 가사 작품 5편에 나타난 시사(詩思)·구상·정서에 있어 실로 조선 문학의 압권(壓卷)이라 할 만하다.

#### 송강가사(松江歌辭)
정철의 시가를 모은 시가집. <관동별곡> <사미인곡> <속미인곡> <성산별곡> 등의 가사 외에 <장진주사> 1편과 그가 지은 시조 77수가 실려 전한다.

#### 관동별곡(關東別曲)
조선 선조 때 정철이 지은 가사. 가사문학의 백미(白眉)를 이루는 작품으로 그의 작품 중에서도 웅장한 것으로 대표적이다. 그가 45살에 강원도 관찰사로 있을 때 관동팔경을 두루 돌아, 그 노정의 아름다운 산수·풍경·풍속 등을 읊은 것이다. 그 절경의 1절을 보면 다음과 같다.  "원통(圓通)골 가난 길로 사자봉을 차자가니 그 알패 너러바회 화룡쇠 되여셰라. 천년 노룡이 구배구배 셔려이셔 듀야의 흘녀내여 창해예 니어시니 풍운을 언제 어더 삼일우를 디련난다…"

#### 사미인곡(思美人曲)
조선 선조 때 정철이 지은 가사. 정철이 50세 때 벼슬에서 물러나와 창평(昌平)에 있던 3년 동안에 지은 것. 자신을 이별한 남편을 그리워하는 젊은 여인의 몸에 의탁하여 임금에 대한 그리움을 읊은 것으로 선조에 대한 연군(戀君)의 뜻을 나타냈다. 가사의 첫머리를 소개하면 다음과 같다.  "이 몸 삼길실 제 님을 조차 삼기시니 한생 연분이며 하날 모랄 일이런가. 나하나 졈어 잇고 님 하나 날 괴시니 이 마암 이 사랑 견졸 대 노여 업다. 평생애 원하요대 한대녜자 하얏더니 늙거야 므사 일로 외오두고 글아난고 … "

#### 속미인곡(續美人曲)
선조 때 정철이 지은 가사. <사미인곡>의 속편으로 1585-1589년 동안 그가 창평에 물러나 살 때에 임금을 그리워하여 지었다. 임금을 그리워함을 여인이 이별한 남편을 그리워하는 것에 비유하여, 두 선녀의 대화체로 되어 있다. 국문학사상 절창이라 할 만하다. 가사의 첫머리는 다음과 같다.  "뎨 가난 뎌 각시 본듯도 한뎌이고, 텬상(天上) 백옥경(白玉京)을 엇디하야 니별(離別)하고, 해다 뎌져믄 날의 눌을 보라 가시난고. 어와 네여이고 내 사셜 드러보오. 내 얼굴 이 거동(擧動)이 님 괴얌즉 하냐마난, 엇딘디 날 보시고 네로다 녀기실새, 나도 님을 미더 군 쁘디 전혀 업서, 이래야 교태야 어자러이 구돗떤디, 반기시난 낫비치 녜와 엇디 다라신고…"

#### 성산별곡(星山別曲)
명종 때 정철이 지은 가사. 정철이 당쟁으로 벼슬에서 물러나 전라도 창평(昌平)에 가 살 때 당시 풍류인 김성원(金成遠)을 위해 지은 것이라 함. 원문은 원전에 따라 약간 다른 것이 있음. 내용은 성산 기슭에 있는 서하당(棲霞堂), 식영정(息影亭)을 중심으로 사시 풍경의 변화와 김성원의 풍류를 칭찬한 것임. 그 가사의 일부를 들면 다음과 같다.  "…인생 셰간의 됴흔 일 하건 마난 엇디 한 강산을 가디록 나이 녀겨 젹막 산듕의 들고 아니 나시난고. 숑근(松根)을 다시 쓸고 듁상(竹床)의 자리보와, 져근덧 올라 안자 엇던고 다시 보니, 텬변(天邊)의 떳난 구름 셔셕(瑞石)을 집을 사마, 나난 닷 드난 양이 쥬인고 엇더한고…"

#### 장진주사(將進酒辭)
정철이 지은 사설시조. 내용은 권주가로 소박한 가운데 근대 탐미주의에 통하는 향락사상이 담겨 있다. 이는 술에 대한 찬가라기보다 긍정적인 인생관과 도가적(道家的) 체념을 읊었다 하겠다. 그 전문을 들면 다음과 같다.  "하 잔(盞) 먹새근여 또 한 잔 먹새근여, 곳것거 산(算)노코 무진무진 먹새근여, 이몸 주근 후(後)면 지게 우해 거적 덥허 주리혀 매여 가나, 류소보쟝(流蘇寶帳)의 만인이 우러녜나, 어욱새 속새 덥가나모 백양(白楊) 속애 가기곳가면, 누른 해 흰 달 가난 비 굴근 눈 쇼쇼리 바람 불 제 뉘 한잔 먹쟈 할고, 하믈며 무덤 우해 잔납이 파름 불 제야 뉘웃찬달 엇디리."

## 조선 후기의 가사
정철(鄭澈)·박인로(朴仁老)를 정점으로 하던 가사는 한동안 주춤하였다가 소설문학의 자극을 받아 새로운 장편가사로 널리 창작되었다. 원래 가사는 4·4조의 운문으로 그 표현이 자유롭고 또 낭랑(朗朗) 음송(吟誦)할 만하므로 부녀자들 사이에서도 널리 애송되었다. 가사는 잡가와는 달리 양반문학의 성격을 그대로 간직하며 숙종 이후에는 장편으로 변모 창작되었다.   이 시대의 작품은 서사시적인 것이 대부분이며 그 내용은 역사·설교·교훈·기행 등을 표현했다. 묘사가 사실적이며 날카롭고 능란한 것은 실학·소설 등의 영향과 이 시대의 추세였던 것 같다. 그러나 기록에 이름이 보이는 가사는 허다하지만 실제로 작자를 알 수 있는 것은 그리 많지 않다. 선조 무렵에 이루어진 것은 송강·노계 가사 외에도 이원익(李元翼)의 <고공답주인가(雇工答主人歌)>, 이수광의 <조천록(朝天錄)>, 조위한(趙緯韓)의 <유민탄(流民嘆)>, 임유후(任有後)의 <목동가(牧童歌)> 등의 이름 또는 가사가 유전(流傳)한다. 영·정조시대에 내려와서는 이진유(李眞儒)의 <속사미인곡>, 강응환(姜膺煥)의 <무호가(武豪歌)>, 김인겸(金仁謙)의 <일동장유가(日東壯遊歌)> 등이 나왔다. 정조 때의 안조환(安肇煥)의 <만언사(萬言詞)>, 순조 때 조성신(趙星臣)의 <개암가(皆岩歌)> <도산별곡(陶山別曲)>, 그리고 정학유(丁學游)의 <농가월령가(農家月令歌)>가 발표되었다. 현종 때의 한산거사(漢山居士)의 <한양가(漢陽歌)>, 철종 때에는 동학(東學)교주 최수운(崔水雲)의 작이라는 <용담유사(龍潭遺詞)>   <교훈가> 등이, 고종 때에는 홍순학(洪淳學)의 <연행가(燕行歌)>가 창작되었다.   이 시대의 가사문학은 형식 면에서 변화가 이루어져 현실의 율조와 산문적인 내용이 분화됨을 볼 수 있다. 즉 완전히 산문에 가까워지고, 다른 일부는 전통적인 민요 등의 영향으로 창(唱)의 부수적인 창사(唱詞)로 변질된 것이다. 이 시대를 대표하고 있는 가사는 <일동장유가> <연행가> <한양가>라고 할 수 있는데 그 대부분은 가사의 산문적 성격이 두드러지게 나타나고 있다.

### 이원익
조선 명종-인조 때의 학자·문인. 호는 오리(梧里). 선조·광해군·인조의 3대에 걸친 명신으로 벼슬이 영의정에 올랐다. 가사에 <고공답주인가>가 있고, 저서에 <오리문집(梧里文集)>이 있다. <가곡원류>에 다음 시조 1수가 전한다.  "록양이 쳔만자인들 가난 춘풍 매여 두며  탐화 봉뎝인들 디난 고즐 어이하리.  아모리 근원이 듕한들 가난 님을 어이리."

#### 고공답주인가(雇工答主人歌)
이원익이 지은 가사. 내용은 <고공가>에 답하는 형식을 빌어 작가가 영의정을 어른 종에 빗대어서 왕인 상전의 말을 듣지 않는 종·머슴들을 꾸짖는 한편, 어른 종의 말을 듣지 아니하는 상전을 간한 것이다.

### 박인로
조선 명종-인조 때의 무신(武臣)·시인.  자는 덕옹(德翁), 호는 노계·무하옹(無何翁). 임진왜란이 일어나자 의병장 정세아(鄭世雅)의 휘하에서 별시위(別侍衛)가 되어 왜군을 무찔렀고, 수군 절도사 성윤문(成允文)에게 발탁되어 그 막하로 종군, 왜군이 퇴각하자 사졸들을 위로하기 위해 <태평사>를 지었으며, 뒤에 노인직(老人職)으로 벼슬이 용양위 부호군이 되었고, 뒤에 고향인 노계에 숨어서 독서와 시작으로 일생을 마쳤다. 그의 작품은 조국애와 자연애를 바탕으로 시정(詩情)과 우국애가 넘쳐 흐르며, 무인다운 기백으로 화려하고 웅장한 시풍을 이룩했다. 정철(鄭澈)을 계승하여 서사적인 가사문학을 발전시키는 데 크게 이바지하였으며, 작품에 가사로 <태평사> <선상탄> <사제곡> <누항사> <독락당>  <영남가> <노계가> 등이 있고 시조에는 <조홍시가>1수, <오륜가>25수, <입암(立巖)> 29수 그 밖의 13수 등 모두 68수가 있는데 대부분이 그의 문집 <노계집>에 수록되어 전해진다.

#### 노계집(盧溪集)
노계 박인로의 시문집. 원명은 <노계선생문집>. 권3에 <태평사> <독랑당> <영남가> <노계가> <사제곡>  <누항사> <선상탄>의 가사 7편과 <오륜가>를 포함한 시조 60수가 실려 있다(책 끝에 붙은 <도산가(陶山歌)>는 그의 작품이 아닌 것으로 밝혀짐).

#### 태평사(太平詞)
조선 선조 31년(1598) 박인로(朴仁老)가 지은 가사. 임진왜란이 끝난 뒤에 왜군이 퇴각하자 사졸들의 노고를 위로하기 위해 지었다 한다. 내용은 임진란 싸움의 처참한 광경과 우리 군사들의 출전, 적군의 격퇴 및 종전 후 군사들의 즐거워함을 그린 것으로 가사의 첫머리 부분은 다음과 같다.  "나라히 偏小하야 海東애 바려셔도 箕子遺風이 古今 업시 淳厚하야 二百年來예 禮儀을 崇尙하니 衣冠文物이 漢唐宋이 되야떠니, 島夷百萬이 一朝애 衡突하야 億兆驚魂이 칼 빗츨 조차 나니 平原에 사힌 뼈는 뫼두곤 노파잇고 雄都巨邑은 豺狐窟이 되얏거날, 凄凉玉輦이 蜀中으로 봐와드니 烟塵이 아득하야 日色이 열워떠니, 聖天子神武하샤 一怒를 크게 내야 平壤群兇을 一劒下의 다 버히고 風驅南下 하야 하海에 더져두고 窮寇을 勿迫하야 몃몃해를 디내연고…"

#### 선상탄(船上嘆)
선조 때 박인로가 지은 가사. 그가 임진란 때 통주사(統舟師)로 종군해서 부산에 있을 때 병중인데도 불구하고 배 위에서 지은 것이다. 내용은 배의 유래와 나라에 대한 근심을 적은 것이다.
| “ | 중세국어 늘고 병(病)든 몸을 주사(舟師)로 보ᄂᆡ실ᄉᆡ 을사 삼하(乙巳三夏)애 진동영(鎭東營) ᄂᆞ려오니 관방 중지(關防重地)예 병(病)이 깊다 안자실랴 일장검(一長劍) 비기 ᄎᆞ고 병선(兵船)에 구테 올나 여기 진목(厲氣瞋目)ᄒᆞ야 대마도(對馬島)를 구어보니 ᄇᆞ람 조친 황운(黃雲)은 원근(遠近)에 사혀잇고 아득ᄒᆞᆫ 창파(滄波)ᄂᆞᆫ 긴 하ᄂᆞᆯ과 ᄒᆞᆫ 빗칠쇠 선상(船上)에 배회(船上)ᄒᆞ며 고금(古今)을 사억(思憶)ᄒᆞ고 어리 미친 회포(懷抱)애 헌원씨(軒轅氏)를 애ᄃᆞ노라 대양(大洋)이 망망(茫茫)ᄒᆞ야 천지(天地)예 둘려시니 진실로 ᄇᆡ 아니면 풍파만리(風波萬里) 밧긔 어ᄂᆡ 사이(四夷) 엿볼넌고 무슴 일 ᄒᆞ려 ᄒᆞ야 ᄇᆡ 못기를 비롯ᄒᆞᆫ고 만세 천추(萬世千秋)에 ᄀᆞ업슨 큰 폐(弊)되야 보천지하(晋天之下)애 만민원(萬民怨) 길우ᄂᆞ다 어즈버 ᄭᆡᄃᆞ라니 진시황(秦始皇)의 타시로다 ᄇᆡ 비록 잇다 ᄒᆞ나 왜(倭)를 아니 삼기던들 일본 대마도(日本對馬島)로 뷘ᄇᆡ 졀로 나올넌가 뉘 말을 미더 듣고 동남 동녀(童南童女)를 그ᄃᆡ도록 드려다가 해중(海中) 모든 셤에 난당적(難當賊)을 기쳐두고 통분(痛憤)ᄒᆞᆫ 수욕(羞辱)이 화하(華夏)애 다 밋나다 장생 불사약(長生不死樂)을 얼ᄆᆡ나 어더 ᄂᆡ여 만리장성(萬里長城) 놉히 사고 몃 만년(萬年)을 사도ᄯᅥᆫ고 ᄂᆞᆷᄃᆡ로 죽어가니 유익(有益)ᄒᆞᆫ 줄 모ᄅᆞ도다 어즈버 ᄉᆡᆼ각ᄒᆞ니 서불 등(徐市等)이 이심(己甚)ᄒᆞ다 인신(人臣)이 되야셔 망명(亡命)도 ᄒᆞᄂᆞᆫ것가 신선(神仙)을 못 보거든 수이나 도라오면 주사(舟師)이 시럼은 젼혀 업게 삼길럿다 두어라 기왕 불구(旣往不咎)라 일너 무엇 ᄒᆞ로소니 쇽졀업슨 시비(是非)를 후리쳐 더뎌 두쟈 잠사 각오(潜思覺悟)ᄒᆞ니 내 ᄯᅳᆺ도 고집(固執)고야 황제 작주거(黃帝作舟車)ᄂᆞᆫ 왼 줄도 모ᄅᆞ로다 장한 강동(張翰江東)애 추풍(秋風)을 만나신들 편주(扁舟) 곳 아니 타면 천청 해활(天淸海濶)ᄒᆞ다 어ᄂᆡ 흥(興)이 졀로 나며 삼공(三公)도 아니 밧골 제일 강산(第一江山)애 부평초(浮萍草) ᄀᆞᆺᄒᆞᆫ 어부 생애(漁夫生涯)을 일엽주(一葉舟) 아니면 아ᄃᆡ 부쳐 ᄃᆞᆫ힐ᄂᆞᆫ고 일언 닐 보건ᄃᆡᆫ ᄇᆡ 삼긴 제도(制度)야 지묘(至妙)ᄒᆞᆫ 덧ᄒᆞ다마ᄂᆞᆫ 엇디ᄒᆞᆫ 우리 물은 ᄂᆞᄂᆞᆫ ᄃᆞᆺᄒᆞᆫ 판옥선(板屋船)을 주야(晝夜)의 빗기 ᄐᆞ고 임풍 영월(臨風咏月)호ᄃᆡ 흥(興)이 젼혀 업ᄂᆞᆫ게오 석일 주중(昔日舟中)에ᄂᆞᆫ 배반(杯盤)이 낭자(狼籍)터니 금일 주중(今日舟中)에ᄂᆞᆫ 대검장창(大劍長鎗)ᄲᅮᆫ이로다 ᄒᆞᆫ 가지 ᄇᆡ언마ᄂᆞᆫ 가진 ᄇᆡ 다라니 기간 우락(其間憂樂)이 서로 ᄀᆞᆺ지 못ᄒᆞ도다 시시(時時)로 멀이 드러 북신(北辰)을 ᄇᆞ라보며 상시 노루(傷時老淚)ᄅᆞᆯ 천일방(天一方)의 디이ᄂᆞ다 오동방 문물(吾東方文物)이 한당송(漢唐宋)애 디랴마ᄂᆞᆫ 국운(國運)이 불행(不幸)ᄒᆞ야 해추흉모(海醜兇謀)애 만고수(萬古羞)을 안고이셔 백분(百分)에 ᄒᆞᆫ 가지도 못 시셔 ᄇᆞ려거든 이 몸이 무상(無狀)ᄒᆞᆫᄃᆞᆯ 신자(臣子)ᅟᅵ 되야 이셧다가 궁달(窮巷)이 길이 달라 몬 뫼ᄋᆞᆸ고 늘거신ᄃᆞᆯ 우국 단심(憂國丹心)이야 어ᄂᆡ 각(刻)애 이즐넌고 강개(慷慨) 계운 장기(狀氣)ᄂᆞᆫ 노당익장(老當益壯)ᄒᆞ다마ᄂᆞᆫ 됴고마ᄂᆞᆫ 이 몸이 병중(病中)에 드러시니 설분 신원(雪憤伸寃)이 어려울 ᄃᆞᆺ ᄒᆞ건마ᄂᆞᆫ 그러나 사제갈(死諸葛)도 생중달(生仲達)을 멀리 좃고 발 업슨 손빈(孫臏)도 방연(龐涓)을 잡아거든 ᄒᆞ믈며 이 몸은 수족(手足)이 ᄀᆞ자잇고 명맥(命脈)이 이어시니 서절 구투(鼠竊狍偸)을 저그나 저흘소냐 비선(飛船)에 ᄃᆞᆯ려드러 선봉(先鋒)을 거치면 구시월 상풍(九十月霜風)에 낙엽(落葉)가치 헤치리라 칠종칠금(七縱七禽)을 우린ᄃᆞᆯ 못ᄒᆞᆯ 것가 준피 도이(蠢彼島夷)들아 수이 걸항(乞降)ᄒᆞ야ᄉᆞ라 항자 불살(降者不殺)이니 너를 구ᄐᆡ 섬멸(殲滅)ᄒᆞ랴 오왕 성덕(吾王聖德)이 욕병생(欲幷生)ᄒᆞ시니라 태평 천하(太平天下)애 요순군민(堯舜君民) 되야 이셔 일월 광화(日月光華)ᄂᆞᆫ 조부조(朝复朝)ᄒᆞ얏거든 전선(戰船) ᄐᆞ던 우리 몸도 어주(漁舟)에 창만(唱晩)ᄒᆞ고 추월 춘풍(秋月春風)에 놉히 베고 누어 이셔 성대 해불 양파(聖代海不揚波)ᄅᆞᆯ 다시 보려 ᄒᆞ노라 | ” |
|   | |   |

| “ | 현대어 풀이 늙고 병든 몸을 수군으로 보내시니 을사년(선조 38년, 1605년) 여름 석달에 진동영(경상좌도 수군절도사영)에 내려오니 국방 요새 지대에 병이 깊다고 앉아만 있으려나 한 자루의 긴 칼을 비스듬히 차고 병선(兵船)에 구태여 올라 기운을 돋우고 눈을 부릅 떠서 대마도를 굽어보니 바람 쫓던 누런 구름은 멀리에 가까이에 쌓여있고 아득한 푸른 파도는 긴 하늘과 한 빛일세 배 위에 배회하며 예와 오늘을 생각하고 어리석고 미칠 듯한 마음에 헌원씨(軒轅氏)를 애달(원망하)노라 큰 바다가 아득하여 하늘과 땅에 둘러있으니 진실로 배 아니면 바람과 파도가 이는 만 리 밖에 어느 오랑캐가 엿볼텐가 무슨 일 하려 하여 배 만들기를 비롯(시작)하였는가 천만년의 긴 세월에 끝 없는 큰 폐가 되어 온 세상에 만 백성의 원한을 키우는구나 아, 깨달으니 진시황의 탓이로다 배가 비록 있다 하나 왜를 아니 생기게 하였던들 일본 대마도로부터 빈 배가 절로 나올 것인가 누구 말을 믿어 듣고 남자아이 여자아이를 그토록 들여다가 바다 가운데 모든 섬에 감당하기 어려운 적을 놔두고 원통하고 분한(痛憤) 수모와 치욕이 화하(華夏, 화샤)에 다 미친다 장생 불사약을 얼마나 얻어내어 만리장성 높이 쌓고 몇 만 년을 살았던가 남들처럼 죽어가니 유익한 줄 모르도다 아, 생각하니 서불(徐市)의 무리가 지나치게 심하도다 신하가 되어서 다른 나라로 도망을 가는 것인가 신선을 못 보거든 쉬 하며 돌아오면 수군의 시름은 젼혀 없게 될 것이다 (그만)두어라, 이미 지나간 일은 탓하는 것이 아니니 일러서 무엇하겠는가 속절없는 시비(是非)를 후려쳐 던져 두자 마음을 잠시 가라앉혀 각오하니 내 뜻도 고집있구나 황제가 배를 만듯 것을 그릇 줄도 모르는구나 장한이 강동에서 가을바람을 만난들 조각배만 아니 타면 하늘이 맑고 바다가 드넓다 한들 퍽이나 흥이 절로 나며 삼공(三公. 영의정, 좌의정, 우의정) 자리도 아니 바꿀 제일 좋은 강산에 부평초(浮萍草)같은 어부의 생애를 한 조각배 아니면 어디에 부쳐 다닐 것인가 이런 일 보면 배 생기게 한 제도(制度)야 지극히 묘하다마는 어찌하여 우리 물은 나는 듯 한 판옥선(板屋船)을 밤낮으로 비스듬히 타고 바람과 달을 대하여 시를 짓고 흥취를 돋우어 즐겁게 놀되 어찌 흥이 젼혀 없는 것이요 옛날 배 안에는 술상이 어지럽게 흩어져있더니 오늘날 배 안에는 큰 칼과 긴 창 뿐이로다 같은 배이건만 가진 배가 다르니 그 사이 근심과 즐거움이 서로 같지 못하도다 때때로 머리 들어 북극성(임금이 계신 곳)을 바라보며 때를 근심하는 늙은이의 눈물을 하늘 한편에 떨어뜨리도다 우리 동방의 문물이 한(漢), 당(唐), 송(宋)에 뒤진다마는 나라의 운이 불행하여 왜적들의 추하고 흉악한 모략에 오랜 세월 동안 씻을 수 없는 부끄러움을 안고있어 백분의 일이라도 못 씻어 버렸거든 이 몸이 덧없는들 신하가 되어 있었다가 가난함과 높은 지위의 길이 달라 못 모시고 늙은 들 나라를 걱정하는 마음이야 어느 때에 잊을텐가 불의를 보고 의기가 북받치고 분하게 여기는 마음은 늙을수록 더욱 커진다마는 조그마한 이 몸이 병중에 들었으니 분함과 원한을 풀기 어려울 듯 하건마는 그러나 죽은 제갈(諸葛)도 산 중달(仲達)을 멀리 좇고 발 없는 손빈(孫臏)도 (그 발을 자른) 방연(龐涓)을 잡았건만 하물며 이 몸은 손발을 가지고 있고 목숨이 붙어있으니 쥐나 개처럼 몰래 물건을 훔치는 좀도둑을 조금이나마 두려워할소냐 나는 듯한 배에 달려들어 선봉(先鋒, 맨 앞에 나서는 무리)을 물리치면 구시월 서리와 바람에 낙엽같이 헤치리라 칠종칠금(七縱七禽, 마음대로 잡았다 놓아주었다 함)을 우리인들 못할 것인가 꾸물거리는 저 섬나라 오랑캐(왜놈)들아 어서 항복하거라 항복하는 자는 죽이지 않을 터이니 너를 구태여 섬멸하겠느냐 우리나라 왕의 성스러운 덕이 어울러 살고자 하시니라 태평천하에 요(堯)와 순(舜)의 백성이 되어 해와 달의 불꽃은 아침에 아침을 거듭하였거든 전투배에 타던 우리 몸도 고기잡이 배에서 늦도록 노래하고 가을달 봄바람에 높이 베고 누워 있어 성대(聖代, 어진 임금이 다스리는 시대)에 파도가 일지 아니하듯 백성들의 편안함 다시 보려 하노라 | ” |
|   | |   |

#### 사제곡(莎堤曲)
조선 광해군 때(1613) 박인로가 지은 가사. 친구 이덕형(李德馨)이 벼슬을 그만두고 용진(龍津)의 사제에 있을 때 그의 불우함을 동정하여 친히 찾아가 보고 이 가사를 지었는데 사제의 아름다운 경치와 그 가운데 소요하는 이덕형의 생활을 읊은 것이다. <노계선생문집>에 수록되어 있으며, 그 일부를 들면,  " … 벽파 양양(碧波洋洋)하니 위수 이천(渭水伊川) 아닌게오. 층만(層巒)이 올올하니 부춘 기산(富春箕山) 아닌게오. 임심 노흑(林深路黑)하니 회옹(晦翁) 운곡(雲谷) 아닌게오. 천감 토비(泉甘土肥)하니 이원(李愿) 반곡(盤谷) 아닌게오. 배회 사억(徘徊思憶)호대 아모 댄 줄 내 몰내라 … "

#### 누항사(陋巷詞)
조선 광해군 때 박인로가 지은 가사. 언젠가 친구인 이덕형이 노계의 빈한한 생활을 물었을 때 그것에 답하여 지은 노래로 안빈 낙도(安貧樂道)한다는 뜻을 일러준 것으로 그의 문집인 <노계집>에 수록되어 있다. 그 일부를 소개하면,  "어리고 우활(迂闊)할산 이애 우애 더니 업다. 길흉 화복을 하날긔 부쳐 두고 누항(陋巷) 깁푼 곳의 초막(草幕)을 지어 두고, 풍조(風朝) 우석(雨夕)에 석은 딥히 셥히 되야 셔 홉 밥 닷 홉 죽에 연기도 하도 할샤…"

#### 독락당(獨樂堂)
광해군 때 박인로(朴仁老)가 지은 가사. 노계가 이언적(李彦迪)이 살고 있던 경주 옥산(玉山) 서원의 독락당을 찾았을 때 이언적을 그리어 그 곳의 정경을 노래한 것으로 <노계문집>에 실려 전한다. 그 일부를 소개하면 다음과 같다.  "봉만(峯巒)은 수려하야 무이산이 되여 잇고 류수난 반회(般回)하야 후이천이 되엿나다. 이러한 명구(名區)에 임재 어이 업돗던고. 일천 년 신라와 오백제 고려에 현인군자들이 만히도 지닌마낸 천간지비하야 아선생(我先生)께 기치도다…"

#### 영남가(嶺南歌)
선조 때 박인로가 지은 가사. 인조 13년(1635) 그의 75세 때의 작품. 영남 안절사(按節使) 이근원(李謹元)이 이곳 사람들을 잘 다스림을 찬미하여 부른 것이라 하며, <노계집>에 전한다.

#### 노계가(蘆溪歌)
인조 때 박인로가 지은 가사. 내용은 그가 만년에 살던 노계의 경치를 읊은 것으로 문집 <노계집>에 실려 전한다. 그 일부를 소개하면 다음과 같다.  "…또 어린 이 몸은 인자도 아니오 지자도 아니로대, 산수에 벽이 이러 늘글사록 더욱 하니, 져 귀한 삼공과 이 강산을 밧골소냐. 어리미친 이 말을 우으리도 하렷마난 아무리 우어도 나난 됴히 여기노라…"

### 기타

#### 고공가(雇工歌)
조선 선조 때 작가 미상의 가사. 허전(許▩) 또는 선조가 지었다고 하는데 내용은 만조 백관을 머슴에 비유하여 기울어지는 나라살림을 상전인 임금의 입장에서 탄식한 것이다.

#### 조천록(朝天錄)
선조-인조 때의 학자 이수광이 지은 가사. 전후 2곡으로 되었다 하는데, 가사는 전하지 않고 있다.

#### 유민탄(流民嘆)
조선 선조-인조 때 사람 조위탄이 지은 가사. 가사는 전하지 않았다. <순오지(旬五志)>에 의하면 광해군 때 백성들이 도탄에 빠진 참상을 보고 지었다 함.

#### 목동가(牧童歌)
조선 광해군-현종 때의 학자 임유후가 지은 가사. 아우 지후(之後)가 역모의 죄로 일문이 화를 입게 되자, 숨어 살며 초사(楚辭)를 본받아 지었다 하나 가사는 전하지 않는다.

#### 무호가(武豪歌)
조선 영조 때 무관 강응환(1735-1795)이 지은 가사. 모두 128구로 무인의 호기와 병자란의 원한을 갚겠다는 무인의 결심을 읊은 것이다

#### 농가월령가(農家月令歌)
조선 철종 때 정학유(鄭學游)가 지은 가사(고상안이 지었다고 하나 잘못임). 내용은 1년 동안의 농가의 할 일을 가사형식으로 해서 권농(勸農)의 내용을 읊은 것으로 '월령'은 그달 그달에 할 일을 적은 행사표를 말하는데 그중 5월령을 들면 다음과 같다.  "사월이라 맹하되니, 입하 소만 절기로다. 비 온 끝에 볕이 나니 일기도 청화하다. 떡갈잎 퍼질 때에 뻐국새 자로 울고, 보리 이삭 패어 나니 꾀꼬리 소리 난다. 농사도 한창이요, 농잠도 방장이라. 남녀노소 골몰하여 집에 있을 틈이 없어 적막한 대사립을 녹음에 닫았도다."

#### 한양가(漢陽歌)
조선 헌종 10년 본명은 알 수 없는 한산거사가 지은 장편가사. 작품은 조선조의 문물을 찬양한 노래로 모두 1622구의 장편이다. 한양의 지세의 뛰어남과 서울의 웅대한 궁전, 찬란한 관아, 번화한 거리의 높이, 임금의 거동, 과거의 광경 등을 노래하고 끝으로 역대 도읍 중에서 한양이 으뜸이라는 것을 찬양하였다.

#### 일동장유가(日東壯遊歌)
조선 영조 39년에 김인겸이 지은 장편가사. 일종의 기행문학으로 내용은 그가 통신사로서 1763년 8월 일본에 가는 조엄의 서기이자 총 500명에 달하는 통신사의 일원으로 따라가 그 이듬해 1764년 7월 8일 돌아올 때까지 그 곳의 문물·제도·인정·풍속 등을 듣고 본대로 적은 것으로 모두 8천 수백 구인데 그 가사의 일부를 소개하면 다음과 같다. "닻 들고 櫓役(노역)하여 半洋 (반양)으로 나갈 적에 세 배 탄 왜놈들이 점선차로 나오다가 三使臣 (삼사신) 만나보고 돛 지으고 닻을 준다. 뮌 대가리 벌건 다리 처음으로 만나보니 人形 (인형)이 바히 없어 놀랍고 더럽고나. 三絃 (삼현) 소래 듣노라고 般頭 (선두)에 묶어서서, 가라치고 들레는 양 所見 (소견)이 驚駭(경해)하다…"

#### 연행가(燕行歌)
조선 고종 때 홍순학(洪淳學, 1842- ? )이 지은 장편가사. 고종 3년 중국 연경(燕京)을 다녀와서 그 이듬해에 지은 것으로 일종의 기행문학이라 할 수 있다. 그 일절을 보면 다음과 같다.  "夏 오월 초 칠일에 渡江 일자 정하였데. 方物을 점검하고 행장을 수습하여, 압록강변 다다르니 送客亭이 예로구나, 의주 부윤 나와 앉고 다담상을 차려다가, 삼 사신을 전변할 제 처창하기도 그지 없다 … "

#### 북천가(北遷歌)
조선 철종 때 홍문관 교리 김진형(金鎭衡, 1801- ? )이 지은 장편가사. 모두 1040구의 장편. 그가 이조 판서 홍기순의 당파싸움을 논박하다가 몰리어 명천으로 귀양갔는데, 이 가사는 그때 유배지의 생활과 견문을 노래한 유배문학 작품으로 이 역시 장편 기행문이라 할 수 있다.

### 내방가사
규중의 여성들에 의하여 여성 문학으로서의 가사가 창작되었다. 내방가사는 조선 말 가정에 숨은 부녀의 손으로 지어지고 또 전해진 노래들의 총칭으로 그 수효가 몇십에 이른다. 현재 알려진 것의 대부분은 무명씨의 작이 많고, 선조 때 무옥(巫玉)의 작이라는 <규원가(閨怨歌)>는 대표적인 가사의 하나라 하겠다.   봉건시대의 사슬에 얽매여 규중에 숨어 살던 여성들의 하소연, 슬픔, 그리고 남녀간의 애정, 시집살이의 괴로움, 예의범절, 현모양처의 도리 등 부녀자의 생활을 노래한 것이 대부분이다. 양반계급의 부녀자들에 의해 지어진 것이 많고, 이들은 대개 궁체의 국문으로 두루마리에 적혀 전한다. 대개 조선 말기에 이르러 이 가사의 태내에서 내방가사로서 여성 문학으로, 잡가(雜歌)로서 서민문학으로 각기 분화하여 차츰 민요로 흡수되었다.

#### 허난설헌
조선 선조 때의 시인. 본명은 경번(景樊), 난설헌은 그의 호. 허균의 누이로 특히 한시에 뛰어났으며, 올케인 무옥과 함께 가사 <규원가>를 지었고, 시집으로 <난설헌시집>이 전한다.

##### 규원가(閨怨歌)
허균(許均)의 첩 무옥(巫玉)이 시누이 허난설헌(許蘭雪軒)과 함께 지었다는 내방가사. 내용은 집안에 들어박혀 사는 아낙네의 심경을 하소연한 것으로 가사의 처음을 보면 다음과 같다.  "엊그제 점었더니 하마 어이 다 늙거니. 소년 행락(行樂) 생각하니 일러도 속절없다. 늙거야 설운 말삼 하자니 목이 멘다."

#### 규수상사곡(閨秀相思曲)
지은이와 연대 미상의 내방가사. 내용은 남녀간의 연정을 그린 것으로 그 가사의 일부를 소개하면 다음과 같다.  "…주야 상사 내 마음을 헤아리고 못 보기는 뉘 탓이며, 못 잊기는 무삼 일고 불쌍하고 가련하다. 이내 청춘 어여쁘다…"

#### 규중행실가(閨中行實歌)
지은이와 연대 미상의 내방가사. 내용은 여자가 시집가서 행할 도리와 범절을 훈계한 노래. 그 일부를 들면 다음과 같다.  "…남의 흥망 성쇠는 부녀 얻기 달렷니라. 시부모를 호양하여 이웃 사람 칭찬하니, 음식 시비 문안하고 음식 등절 맞기 하소. 의복을 정하기 하고 낯빛을 화하기 하며 한 걸음도 조심하소 … "

#### 노처녀가(老處女歌)
지은이와 연대 미상의 내방가사. 내용은 노처녀의 신세타령으로 가사의 일부를 들면 다음과 같다.  " … 어디서 손님오면 행여나 중매신가, 아희 불러 힐문한 즉, 풍턴 약정 환자 재촉. 어디서 편지 왔네, 행여나 청혼인가 아희다려 물어보니, 외삼촌의 부음이라, 애닮고 설은지고 이내 간장을 어이 할고 … "

#### 계녀가(誡女歌)
지은이와 연대 미상의 내방가사. 내용은 시집가는 외딸에게 어머니가 시집살이를 훈계한 것으로 가사의 일절을 보면 다음과 같다.  "인문이 생긴 후에 오륜이 쫓아나니, 규중의 여자로서 다알수야 있나마는 칠거지악 옛 법이라 삼종지도 모를소냐. 그중에 사친지도 백행 중에 으뜸이라."

#### 사친가(思親歌)
지은이와 연대 미상의 내방가사. 내용은 시집간 딸이 그 친정 어버이를 그리워하여 읊은 것인데 그 가사의 일절을 보면 다음과 같다.  " … 못 할레라 못 할레라 부모 생각 못할레라. 전생에 무삼 죄로 여자몸 되어 나서 부모 형제 멀리 두고 이십 전에 출가하야 부모 동기 그리는고 … "

#### 시절가(時節歌)
내방가사의 하나. 지은이와 연대 미상의 내방가사. 내용은 부녀들의 봄놀이 하는 춘흥을 그린 것이다.

#### 화전가(花煎歌)
지은이와 연대 미상의 내방가사. 내용은 봄철의 여자들이 잠시 시집살이의 굴레를 벗어나서 즐겁게 화전놀이하던 일을 노래 부른 것으로,  '화전'은 진달래 꽃잎을 쌀가루에 섞거나 무치어 부친 부꾸미를 말한다.

#### 춘면곡(春眠曲)
작자 미상이다. 주제는 임에 대한 상사(相思)의 정(情)이다. 남녀 간에 서로 그리워하는 마음을 노래한 평민 가사이다. 한 서생(書生)이 봄날 야유원(野遊園)에서 한 여인을 만나 춘흥(春興)을 나눈 후 집에 돌아왔으나, 잠을 이루지 못하다가, 겨우 잠이 들어 꿈에나마 임과 재회했지만, 꿈에서 깨자 다시 이별의 고통을 이기지 못한다는 내용을 담고 있다.

## 개화가사
개화가사(開化歌辭)란 개화기에 제작, 발표된 가사를 일컫는 말이다. 가사의 형식을 그대로 이으면서 개항 이후의 문명개화, 부국강병의 의지를 내용에 반영하고 있는 것이 특징이다. 개화기 시가의 한 유형으로, 창가와 신체시보다 앞서 제작되어 조선에서 볼 수 있는 사상 최초의 근대적 양식의 시가라고 할 수 있으나 과도기적인 면도 강하게 지닌다.

## 주제
시조나 가사에는, 임과 헤어져 있는 화자가 어떤 특정한 자연물로 다시 태어나서 임의 곁에 머물고 싶다는 진술이 흔히 나타난다. 이러한 진술은 화자의 소망을 강조하기 위한 관습적 표현인데, 그 속에는 당대인들의 세계관이 투영되어 있다. 인간과 자연이 깊은 관련을 맺으며 조화를 이룬다는 인식, 현세의 인연이 후세로 이어질 수 있다는 순환적 인식 등이 그것이다. 시가에 담긴 이러한 인식은 화자가 현실의 고난이나 결핍을 극복하는 데 도움을 준다.

## 같이 보기
- 조선 전기의 문학
- 조선 후기의 문학